# Гавланитида
Гавланитида или Гавлонитида, Гауланитида, Голанитида, Гаулонитида, также Гамалитида (греч. Γαυλανῖτις, Gaulanítis), — историческая область городов Голан (также Гавлан, ныне Saham al-Jawlan в Сирии) и Гамала (ныне спорная территория «Голанские высоты») в Древней Палестине. Находясь к востоку от Тивериадского озера (Генисаретского), эта местность пересекается горными хребтами, идущими параллельно с севера к югу и достигающими 1220 м высоты. Ныне
известна под именем Голан (араб. Djolan = Джолан) и это почти пустыня, — невысокое плоскогорье, местами пустынное и бедное, местами же богатое водой и лугами; но в древности область находилась на высшей степени культуры и была покрыта цветущими городами
Это одна из провинций, входивших в состав тетрархии (Батанея, Трахонитида, Авранитида и Гавланитида) сына Ирода Великого — Филиппа. Территория, из-за которой спорили Ирод Антипа и набатейский царь Арета. Гавлонитом был знаменитый горец-повстанец Иуда Галилеянин.

## География
Общего имени северная часть Заиорданья никогда не имела, но её можно разделить на четыре округа с арабскими названиями: Джолан, эн-Нукра, Леджа и Джебел-Хауран, резко различающихся друг от друга. Джолан (древний Голан, גולן, Гауланатида у Флавия) образует плато между Ярмуком и Хермоном. Средняя высота его 700 метров. Высочайшими точками его является ряд потухших вулканов, идущих, в виде цепи, параллельно вади эр-Руккад (er-Rukkad) и включая Tell esch-Schecha (1294 м) и Tell Abu en-Neda (1257 м). Глыбы лавы из этих вулканов покрывают северную и южную часть Джолана, почему отличают каменистый Джолан («Верхний Голан») от «плоского» Джолана на юге («Нижний Голан»). Но, несмотря на это, вообще каменистый Джолан очень плодороден там, где свободен от камней, а весной густая зелень покрывает его пастбища. Плоский Джолан, где лава разрушена, покрыт тёмно-бурой и чрезвычайно плодородной почвой.
Область Гавланитида граничила на западе с Галилеей, на севере с Ливаном, на юге с Эрмуном, а на востоке с Nаhr еl-Аllаn’ом и делилась на Верхний и Нижний Голан.
К началу нашей эры область простиралась от южных склонов горного массива Хермон (Ермон в Библии) до реки Иероманка (ныне Ярмук), впадающей в Иордан южнее Тивериадского озера (Галилейское море);
- на западе её границей были река Иордан и Тивериадское озеро,
- на востоке она соприкасалась с другими провинциями той же тетрархии — Итуреей и Авранитидой[2].

### Города Гавланитиды
Древняя Гауланитида была очень густо населена и имела свыше 120 более или менее значительных населённых пунктов. Эллинские города в Заиорданье (Дамаск, Гераса, Филадельфия и др.) составляли особую часть под названием Десятиградия (Декаполис). Римский император Август разделил наследство Ирода Великого на тетрархии, области к востоку от Генисаретского озера, включая Гавланитиду, достались Филиппу.
Среди процветавших городов Гавланитиды особенно славилась Кесария, называвшаяся, в отличие от другой, приморской Кесарии, Филипповой, в честь Филиппа, которому она обязана была своим расширением и украшением.
У северного конца Тивериадского озера лежала Вифсаида, перестроенная Филиппом из рыбачьей деревушки в красивый городок и названная в честь Юлии, дочери императора Августа, — Юлииной.
Из других городов области известны Гамала и Геппос.

## История
Северная часть Заиорданья первоначально принадлежала, согласно Библии, племени гигантов Рефаим (Быт. 14:5; Втор. 13; Нав. 12:4) и называлась Васан (варианты — Басан; Башан; Ватан; Ватанея) . В эпоху Моисея здесь правил Ог, последний царь племени (Втор. 3:11), хотя все население уже и тогда было аморейским (3:8). 
Во времена Израильского царства южная часть Голан именовалась Гессур — в нём царствовал Фалмай, тесть давидов. После разделения царства эти земли стали предметом спора между северным Израильским царством и Арамейским Дамаском.
В эпоху, наступившую после Вавилонского пленения, западная по имени находившегося здесь города-убежища Гавлана (Втор. 4:43) была названа лат. Gaulanitis (Гавланитида).
После смерти Ирода Великого Гавланитида вошла в тетрархию (Гавланитида, Трахон, Батанея и Панеада ) Филиппа, сына Ирода и Клеопатры Иерусалимской.
Когда Архелай, старший сын Ирода, по смерти отца должен был отправиться в Рим, он назначил Филиппа регентом на время своего отсутствия. Вскоре за Архелаем прибыл в Рим и Филипп, чтобы поддержать просьбы своего брата. Кроме упомянутых четырёх провинций, он приобрёл в это время от Августа еще Авранитиду. Территория, бывшая под его властью, имела по преимуществу греческое население, однако было и немало евреев. Правление Филиппа ознаменовалось внутренним и внешним покоем: с римлянами он жил в дружбе. Его монеты были первые еврейские монеты с изображениями императоров Августа и Тиберия.
Филипп умер в царствование Тиберия (34 год). Область-тетрархия, над которой он правил, после его смерти была включена в Сирийскую провинцию, но в 37 году снова была отделена и подарена Калигулой Агриппе, внуку Ирода и Мариамны.

## Знаменитые жители
Иосиф Флавий называет эту область Гауланитидой, и повстанец Иуда Галилеянин назван у него Гауланитом (Гавлонитом).
Не будучи чистыми иудеями, жители Гавланитиды вполне были проникнуты религиозным и особенно патриотическим духом иудейской теократии; из среды её горцев выступали самые ярые поборники национальной иудейской независимости, например, Иуда Гавлонит. Иуда, вместе с фарисеем Саддуком (евр. Цадок), стоял во главе восстания галилеян, вызванного переписью, которую предпринял римский прокуратор Квириний (6-7 годы н. э.). Восстание было подавлено, сам Иуда погиб. Но таким же неукротимым духом независимости прославились позже его сыновья и внуки и тёзка Иуда, начальствовавший во время великой иудейской войны крепостью Масада.